# Daniele Pietropolli
Daniele Pietropolli (ur. 11 lipca 1980 w Bussolengo) – włoski kolarz szosowy, zawodnik profesjonalnej grupy Lampre-Merida.

## Najważniejsze zwycięstwa i sukcesy
- 2008
  - 1. miejsce w Giro della Provincia di Reggio Calabria
    - 1. miejsce na 3. etapie
- 2009
  - 1. miejsce w Giro della Provincia di Grosseto
    - 1. miejsce na 3. etapie

  - 1. miejsce w Settimana Ciclistica Lombarda
- 2011
  - 1. miejsce w Giro della Provincia di Reggio Calabria
    - 1. miejsce na 1. etapie

  - 1. miejsce w Trofeo Laigueglia
- 2013
  - 8. miejsce w Tour Down Under